# Diazeen
|             |               |
|             |               |
| cis-diazeen | trans-diazeen |

Diazeen, ook bekend onder de namen diimine en diimide, is een verbinding met de formule HN=NH. Azoverbindingen kunnen formeel beschouwd worden als derivaten van diazeen waarin de waterstofatomen vervangen zijn door functionele groepen. Elk stikstofatoom draagt één waterstofatoom en een vrij elektronenpaar en een dubbele binding naar het andere stikstofatoom. Draaiing om de dubbele binding is niet mogelijk, zodat er van diazeen cis en trans isomeren bestaan.
cis-Diazeen is in de organische synthese een reagens voor het hydrogeneren van alkenen, alkynen en polyenen. Speciaal aan de reactie is dat de twee waterstofatomen vanaf dezelfde zijde aan het substraat worden gekoppeld. Hierbij wordt dezelfde stereoselectiviteit bereikt als via de metaalgekatalyseerde syn-additie van H2. Het voordeel van het gebruik van diazeen boven de metaalkatalysatoren is het ontbreken van hoge drukken of potentieel explosief waterstofgas (het enige nevenproduct is het ongevaarlijke stikstofgas). Ook is geen dure metaalkatalysator nodig.
Mechanisme:
Diazeen wordt meestal in situ gemaakt via een eliminatiereactie van sulfonhydrazides in combinatie met een geschikte base. Zo kan 2,4,6-tri-isopropylbenzeensulfonhydrazide met behulp van Natriumwaterstofcarbonaat, een zeer milde base, omgezet worden in diazeen. Hierbij ontstaan zowel de cis als de trans-vorm. Hoewel de verhouding tussen de cis- en de trans-vorm bepaald wordt door het evenwicht tussen beide vormen, loopt het evenwicht af naar de cis-vorm, omdat deze steeds met het substraat ook weer wegreageert.